# José Santamaría
José Emilio Santamaría Iglesias (Montevideo, 1929. július 31. –) uruguayi és spanyol válogatott labdarúgó, edző.
Az uruguayi válogatott tagjaként részt vett az 1954-es világbajnokságon és az 1957-es Dél-amerikai bajnokságon. A spanyol válogatott tagjaként részt vett az 1962-es világbajnokságon és az 1968. évi nyári olimpiai játékokon.
1980 és 1982 között a spanyol válogatott szövetségi kapitánya volt.

## Sikerei, díjai
Nacional
- Uruguayi bajnok (5): 1950, 1952, 1955, 1956, 1957

Real Madrid
- Spanyol bajnok (5): 1957–58, 1960–61, 1961–62, 1962–63, 1963–64
- Spanyol kupagyőztes (1): 1961–62
- BEK-győztes (4): 1957–58, 1958–59, 1959–60, 1965–66
- Interkontinentális kupa győztes (1): 1960

Uruguay
- Dél-amerikai bronzérmes (1): 1957

## Külső hivatkozások
- José Santamaría – a FIFA adatbázisában
- José Santamaría a National-football-teams.com oldalon
- José Santamaría – realmadrid.com